# Libuše Šafránková
 Libuše Šafránková (ur. 7 czerwca 1953 w Brnie, zm. 9 czerwca 2021 w Pradze) – czeska aktorka telewizyjna, filmowa i teatralna.

## Życiorys
Urodziła się w Brnie. Jej ojciec był miejscowym nauczycielem i organistą w kościele, a matka nauczycielką w zawodowej szkole odzieżowej. Gdy chodziła do przedszkola, jej babcia nauczyła ją wielu pieśni z oper i operetek. Jej ulubioną była aria z opery Rusałka Antonína Dvořáka z librettem Jaroslava Kvapila (Na Księżyc). Jej młodsza siostra Miroslava (ur. 11 czerwca 1958) została także aktorką.
Związała się z teatralną trupą amatorską. W 1971 ukończyła studia na wydziale dramatu Akademii Sztuk Scenicznych w Pradze i została członkinią praskiego Teatru Za bramą, z którego rok później odeszła do Klubu Dramatycznego.
Jej pierwszą wielką szansą na zaistnienie na scenie była roli Julii w dramacie szekspirowskim Romeo i Julia na deskach teatru Mahen w Brnie. Grała na scenie w przedstawieniach: Chrząszcz (Chroust) Jiříego Mahena (1974) jako Tonička, Burza Aleksandra Ostrowskiego (1980) jako Katia Kabanowa i Czego nie widać (1986) Michaela Frayna jako Poppy Norton-Taylor. W jednej z najważniejszych czeskich produkcji baśniowych Václava Vorlíčka Trzy orzeszki dla Kopciuszka (Tři oříšky pro Popelku, 1973) wcieliła się w rolę tytułową.
W 2008 roku zajęła pierwsze miejsce w ankiecie Telewizji Czeskiej „Gwiazda Mojego Serca”.

## Życie prywatne
W 1976 roku wyszła za mąż za aktora Josefa Abrháma, najbardziej znanego z roli doktora Arnošta Blažeja w serialu Szpital na peryferiach i Szpital na peryferiach po dwudziestu latach. Chociaż znana była pod panieńskim nazwiskiem, od ślubu jej oficjalnym nazwiskiem było Abrhámová. Mieli syna Josefa Abrháma Jr. (ur. 23 marca 1977).
Zmarła 9 czerwca 2021 roku w wieku 68 lat w Szpitalu Uniwersyteckim (cz. Všeobecná fakultní nemocnice) w Pradze, do którego trafiła dwa dni wcześniej na zaplanowaną operację. Została pochowana w rodzinnym grobie na cmentarzu w Šlapanicach.

## Filmografia

### Filmy fabularne
- 1971: Babcia (Babička)
- 1973: Trzy orzeszki dla Kopciuszka (Tři oříšky pro Popelku)
- 1974: Jak utopić doktora Mraczka (Jak utopit Dr. Mráčka aneb Konec vodníků v Čechách)
- 1975: Mój brat ma fajnego brata (Můj brácha má prima bráchu)
- 1975: Zamach w Sarajewie (Sarajevský atentát / Atentat u Sarajevu)
- 1976: Mała Syrenka (Malá mořská víla)
- 1978: Drogocenny braciszek (Brácha za všechny peníze)
- 1979: Królewicz i gwiazda wieczorna (Princ a Večernice)
- 1981: Kelner, płacić! (Vrchní, prchni!)
- 1981: Chrzciny (Křtiny)
- 1982: Sól cenniejsza niż złoto (Sůl nad zlato)
- 1983: Trzeci książę (Třetí princ)
- 1983: Święto przebiśniegu (Slavnosti sněženek)
- 1983: Jara Cimrman śpi (Jára Cimrman ležící, spící)
- 1985: Wsi moja sielska, anielska (Vesničko má, středisková)
- 1991: Szkoła podstawowa (Obecná škola)
- 1991: Opera żebracza (Žebrácká opera)
- 1993: Nieśmiertelna ciotka (Nesmrtelná teta)
- 1996: Kola (Kolja)
- 1997: Cudowne lata pod psem (Báječná léta pod psa)
- 1999: Wszyscy moi bliscy (Všichni moji blízcí)
- 1999: Powrót utraconego raju (Návrat ztraceného ráje)
- 2013: Donšajni

### Filmy telewizyjne
- 1973: Lesní panna
- 1979: Jak je důležité míti Filipa
- 1980: Tryptyk o miłości (Triptych o láske)
- 1983: Svatební cesta do Jiljí

### Seriale telewizyjne
- 1975: Vivat Beniowski (Vivat Beňovský!)
- 1979: Arabela – głos
- 1985: Rozterki kucharza Svatopluka (Rozpaky kuchaře Svatopluka), w Polsce także pod tytułem „Życie od kuchni”
- 1986: Zlá krev
- 1988: Cirkus Humberto
- 1991: Náhrdelník
- 1997–2007: Četnické humoresky
- 2008: Nemocnice na kraji města ...nové osudy
- 2009: Poste restante